# Cobitis melanoleuca
Cobitis melanoleuca es una especie de peces de la familia Cobitidae en el orden de los Cypriniformes.

## Subespecies
- Cobitis melanoleuca gladkovi (Vasil'ev & Vasil'eva, 2008
- Cobitis melanoleuca melanoleuca (Nichols, 1925.[1]